# Pheidole vigilans
Pheidole vigilans är en myrart som först beskrevs av Smith 1858.  Pheidole vigilans ingår i släktet Pheidole och familjen myror. Inga underarter finns listade i Catalogue of Life.

## Bildgalleri

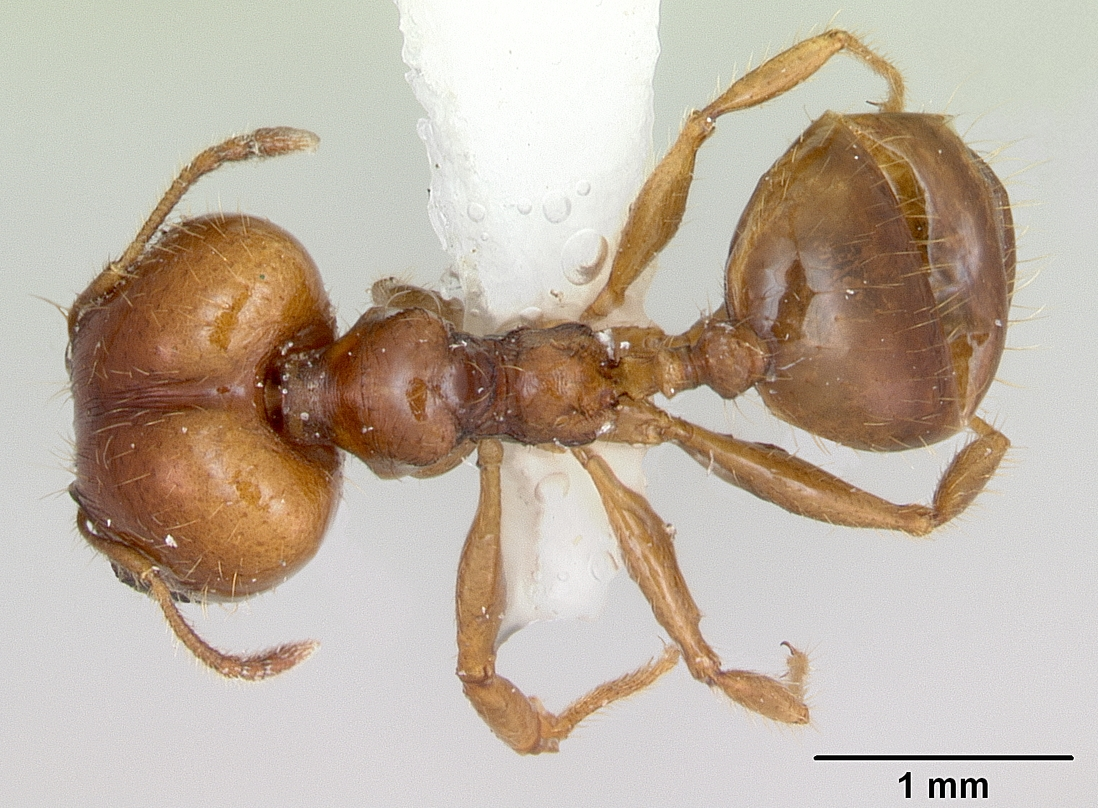
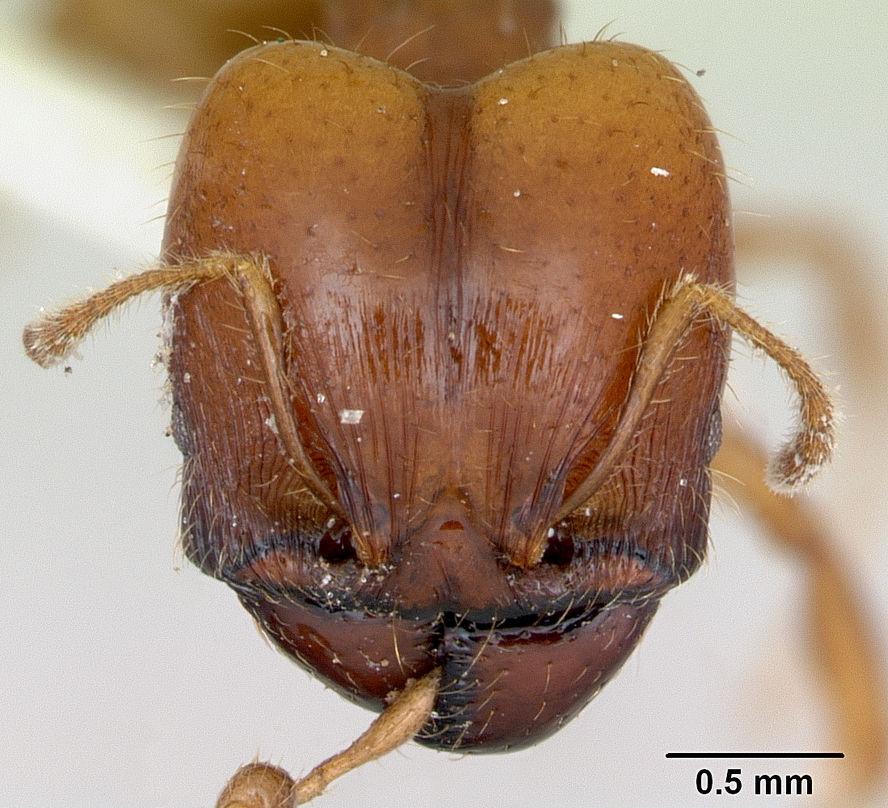
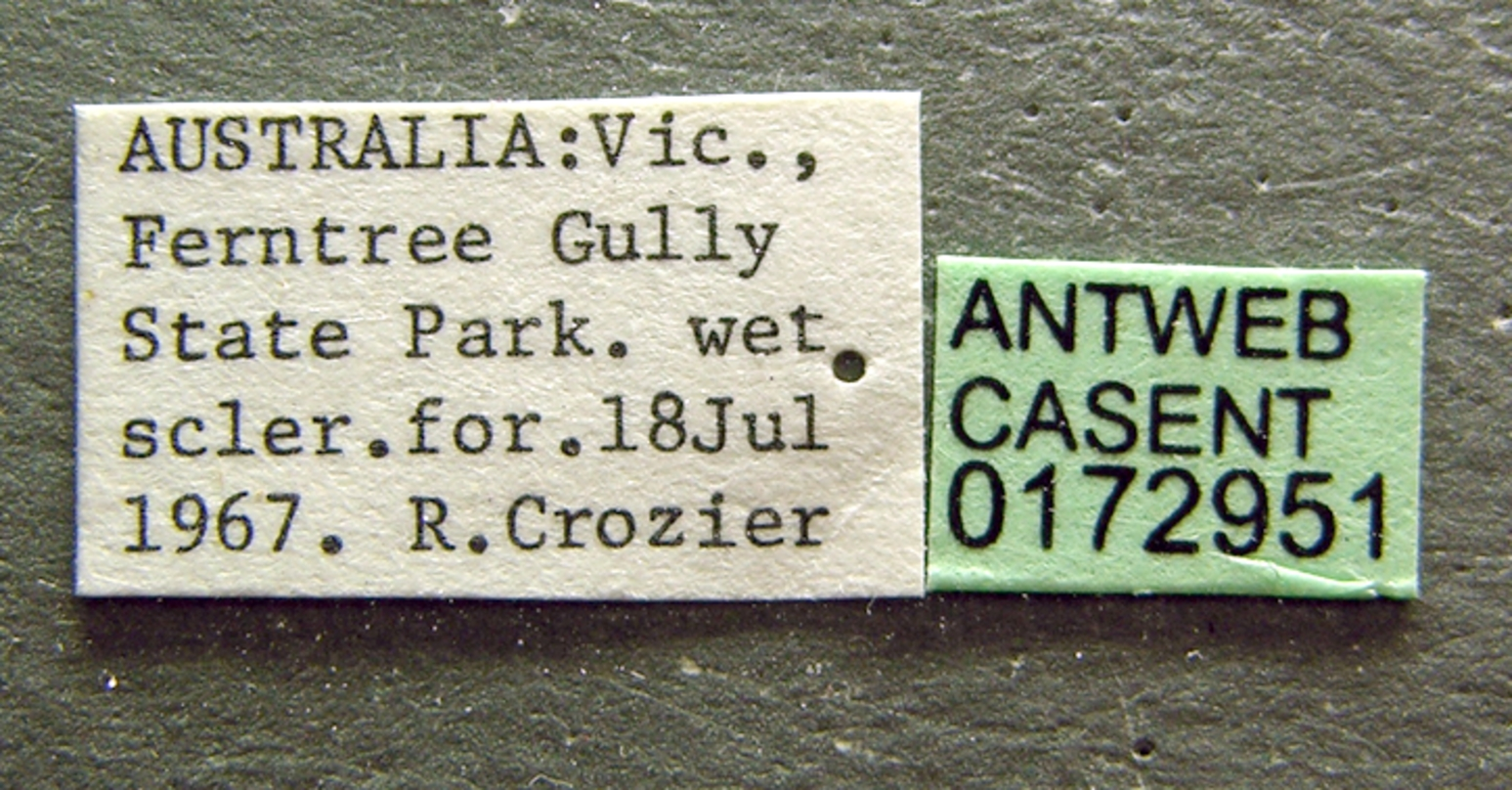
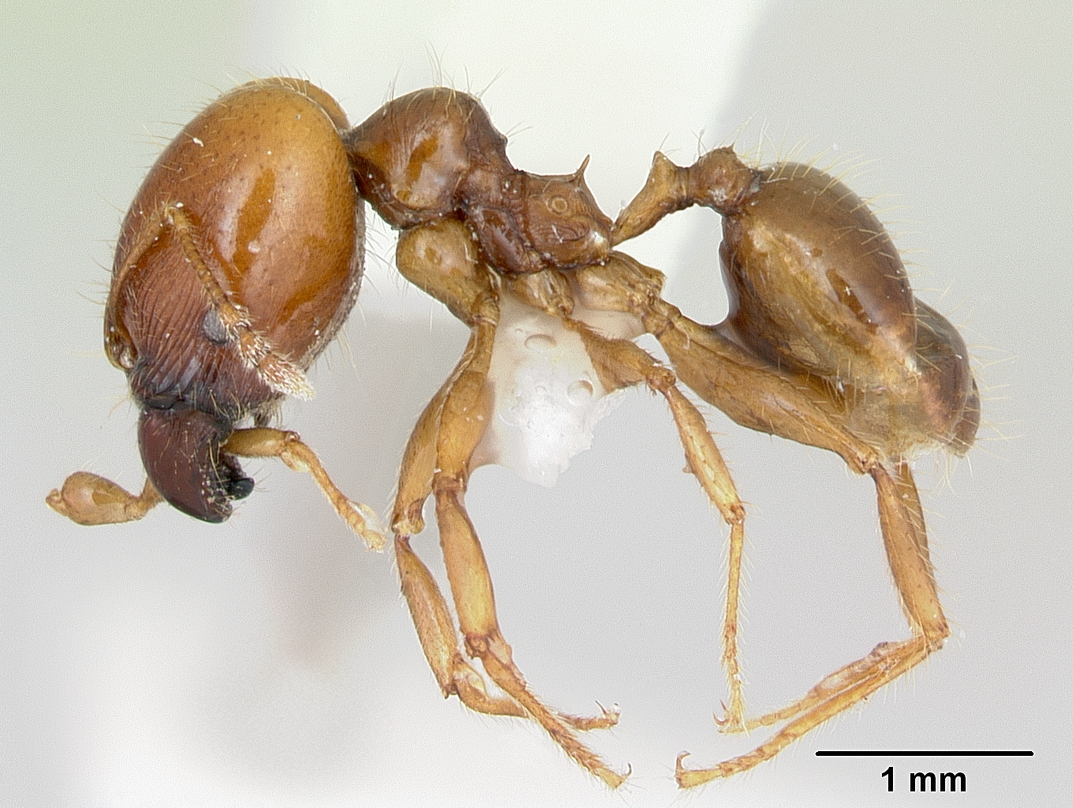
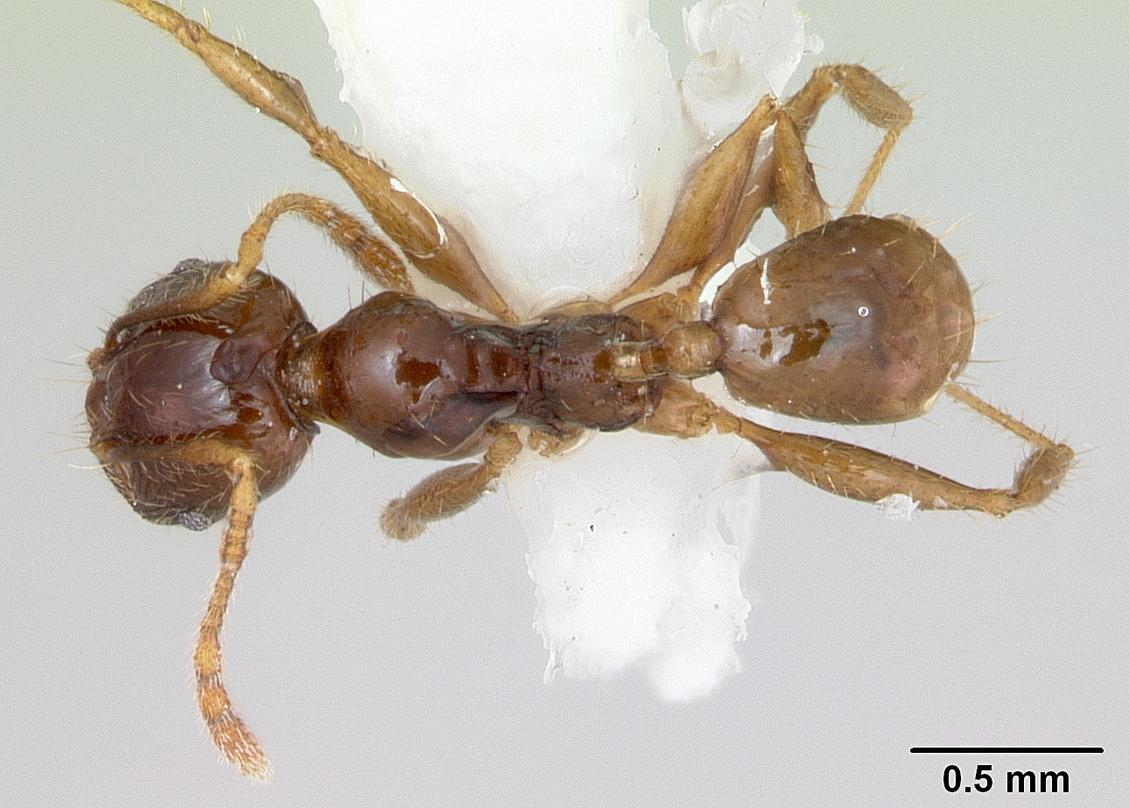
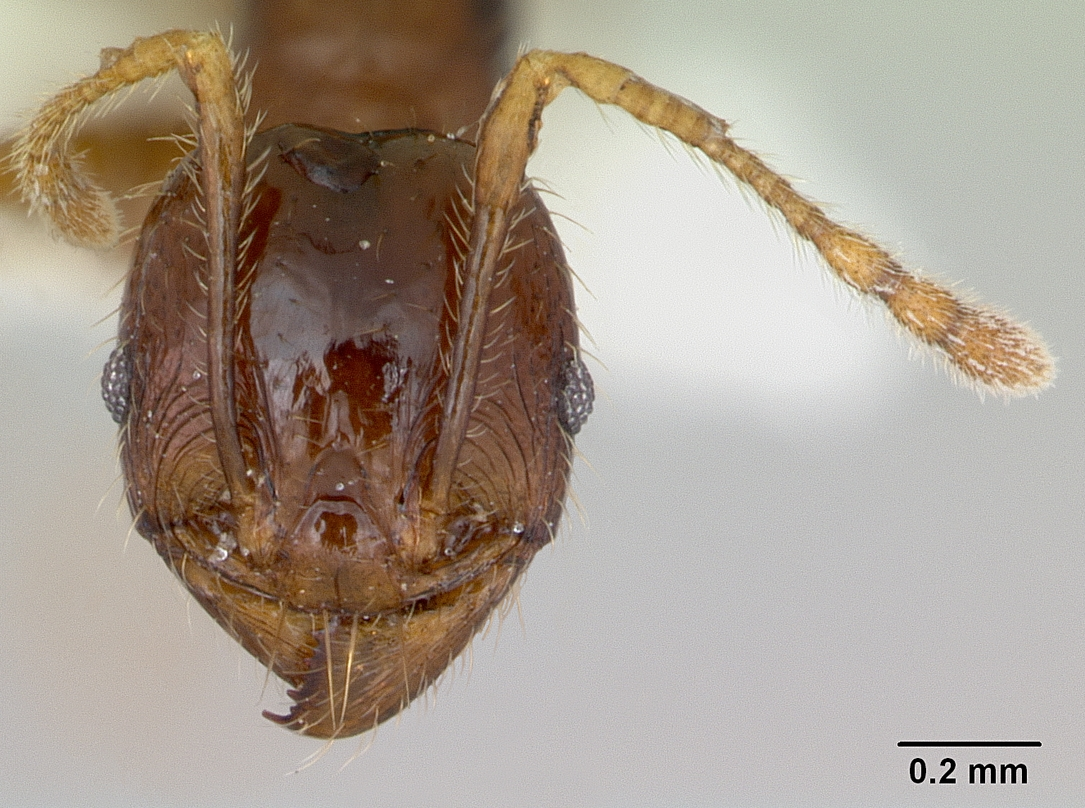